# Il canto dell'elefante
Il canto dell'elefante è un romanzo d'avventura, ambientato nello Zimbabwe, il Malawi e nello stato di fantasia chiamato Ubomo che dalla descrizione geografica corrisponde all’attuale Uganda.
Il protagonista è il dottor Daniel Armstrong, nato e cresciuto in Zimbabwe, paese in cui è in atto una terribile carneficina di elefanti, sfruttati dai contrabbandieri per il traffico internazionale di avorio, ecc. 
Armstrong avrà modo di frequentare il direttore del parco nazionale e di conoscere l'ambasciatore Ning Cheng Gong. Scoprirà, lentamente, che oltre i traffici consueti si celano trame internazionali ancora più torbide e inquietanti, che interessano organizzazioni trasversali africane, europee ed asiatiche. I progetti criminali di queste organizzazioni rischiano però di calpestare e mettere a repentaglio la sopravvivenza anche di un singolo stato africano. Non gli resta che tornare a imbracciare le armi e destituire il dittatore, sorretto dal grido di ribellione e vendetta dell'intero popolo.

## Edizioni
- Wilbur Smith, Il canto dell'elefante, traduzione di Roberta Rambelli, collana TEA, Longanesi, 1991,  p. 456, ISBN 88-7819-523-5.

- Wilbur Smith, Il canto dell'elefante, traduzione di Roberta Rambelli, La Gaja scienza, Longanesi, 1991,  p. 456, ISBN 9788830410220.

- Wilbur Smith, Il canto dell'elefante, traduzione di Roberta Rambelli, collana Teadue, TEA, 1994,  p. 469, ISBN 9788878195233.

- Wilbur Smith, Il canto dell'elefante, traduzione di Roberta Rambelli, Best TEA, TEA, 2008,  p. 403, ISBN 9788850216710.

- Wilbur Smith, Il canto dell'elefante, traduzione di Roberta Rambelli, TEA, 18 gennaio 2018,  p. 469, ISBN 9788850249084.

- Wilbur Smith, Il canto dell'elefante, traduzione di Roberta Zuppet, HarperCollins, 16 luglio 2020, ISBN 9788869057786.